# 外目 (横手市)
外目（そとのめ）は、秋田県横手市の大字。郵便番号は013-0053。人口は285人、世帯数は98世帯（2020年10月1日現在）。全域で住居表示は未実施。旧平鹿郡栄村大字外ノ目、旧平鹿郡外ノ目村（外目村）に相当する。

## 地理
横手地域の南西端に位置し、東で大屋寺内、西と南で平鹿町醍醐、北で柳田と隣接する。北部を県道267号金沢吉田柳田線が東西に、中央部を東北中央自動車道（湯沢横手道路）、東部を国道13号、奥羽本線が並行して南北に通る。奥羽山脈から突き出た丘陵地帯の裾部に位置しており、丘陵地南端に外目、北部に桜沢の各集落がある。
全域が都市計画区域に含まれるが、区域区分非設定区域となっている。都市計画法上の用途地域には指定されていない。

### 地名の由来
菅江真澄の『雪の出羽路 平鹿郡』によれば、外ノ目村（外野目村）は中世の樋口城の南に接しており、城下には内野目村があったという。このことから、外ノ目（外野目）の地名は、内野目に対応するものであると言われている。

### 小字
2024年（令和6年）10月5日時点での「横手市（秋田地方法務局大曲支局）登記所備付地図データ」、デジタル庁公表の「アドレス・ベース・レジストリ」の「秋田県 横手市 町字マスター（フルセット） データセット」、横手市公表のオープンデータによれば、外目の小字は以下の通りである。
| 町・字 | 町・字     | 出典 | 出典         | 出典       |
| 大字   | 小字       | 登記 | 町字マスター | 行政区一覧 |
| ------ | ---------- | ---- | ------------ | ---------- |
| 外目   | 字後村     | ○    | ○            | ○          |
| 外目   | 字猿田小屋 | ○    | ○            | ○          |
| 外目   | 字下桜沢   | ○    | ○            | ○          |
| 外目   | 字舘       | ○    | ○            | ×          |
| 外目   | 字五庵沢   | ○    | ○            | ○          |
| 外目   | 字五百刈   | ○    | ○            | ○          |
| 外目   | 字後呂山   | ○    | ○            | ○          |
| 外目   | 字桜       | ○    | ○            | ×          |
| 外目   | 字三ツ塚山 | ○    | ○            | ○          |
| 外目   | 字菖蒲谷地 | ○    | ○            | ○          |
| 外目   | 字上桜沢   | ○    | ○            | ○          |
| 外目   | 字前村     | ○    | ○            | ○          |
| 外目   | 字前田     | ○    | ○            | ○          |
| 外目   | 字大谷地   | ○    | ○            | ○          |
| 外目   | 字檀森     | ○    | ○            | ○          |
| 外目   | 字土白坂   | ○    | ○            | ○          |
| 外目   | 字平鹿端   | ○    | ○            | ○          |

## 歴史
正保4年（1647年）の『出羽国知行高目録 下』では、外目村として村名が見え、 享保15年（1730年）の『六郡郡邑記』では外野目村とあり、家数30軒、支郷に桜沢村（家数16軒）、五百刈村（同4軒）、馬鞍村の分地で五郎兵衛が注進開で開墾した金屋村（同0軒）があった。その後、菅江真澄の『雪の出羽路 平鹿郡』によれば、五百刈村は廃村になり、田地字となっている。

### 沿革
- 1873年（明治6年）2月 - 秋田県第6大区小2区に属する[9]。
- 1889年（明治22年）4月1日 - 町村制施行に伴い、新藤柳田村・大屋寺内村・大屋新町村・外ノ目村・婦気大堤村・安田村が合併し、栄村となる[16]。外ノ目村は栄村大字外ノ目となる[17]。
- 1951年（昭和26年）4月1日 - 栄村が旭村とともにが横手町に編入、同時に市制を施行[18]。横手市外ノ目となる[17]。

## 世帯数と人口
2020年（令和2年）10月1日現在の世帯数と人口は以下の通りである。
| 大字 | 世帯数 | 人口  |
| ---- | ------ | ----- |
| 外目 | 98世帯 | 285人 |

### 人口・世帯数の推移
以下は国勢調査による1995年（平成7年）以降の人口の推移。
| 年                 | 人口 |
| ------------------ | ---- |
| 1995年（平成7年）  | 446  |
| 2000年（平成12年） | 407  |
| 2005年（平成17年） | 374  |
| 2010年（平成22年） | 337  |
| 2015年（平成27年） | 320  |
| 2020年（令和2年）  | 285  |

以下は国勢調査による1995年（平成7年）以降の世帯数の推移。
| 年                 | 世帯数 |
| ------------------ | ------ |
| 1995年（平成7年）  | 99     |
| 2000年（平成12年） | 98     |
| 2005年（平成17年） | 97     |
| 2010年（平成22年） | 97     |
| 2015年（平成27年） | 98     |
| 2020年（令和2年）  | 98     |

## 小・中学校の学区
市立小・中学校に通う場合、学区（校区）は以下の通りとなる。
| 小字 | 小学校           | 中学校               |
| ---- | ---------------- | -------------------- |
| 全域 | 横手市立栄小学校 | 横手市立横手南中学校 |

## 交通

### 鉄道
奥羽本線が通っているが、駅はない。最寄り駅は■奥羽本線の柳田駅。

### 道路
- 国道13号
- 東北中央自動車道（湯沢横手道路）
- 秋田県道267号金沢吉田柳田線